# Джо Озіті
Джо Озіті (англ. Joe Oziti; нар. 2 квітня 1974) — нігерійський борець вільного стилю, дворазовий чемпіон, срібний та дворазовий бронзовий призер чемпіонатів Африки, чемпіон, дворазовий срібний та бронзовий призер Всеафриканських ігор, учасник Олімпійських ігор.

## Життєпис

### Родина
Брат-близнюк Ібо Озіті — єгипетський та нігерійський борець вільного стилю, шестиразовий чемпіон Африки, триразовий чемпіон Всеафриканських ігор, срібний призер чемпіонату Співдружності, срібний призер Ігор Співдружності, учасник трьох Олімпійських ігор.

## Спортивні результати на міжнародних змаганнях

### Виступи на Олімпіадах
| Змагання                    | Збірна  | Вагова категорія          | Місце |
| --------------------------- | ------- | ------------------------- | ----- |
| Літні Олімпійські ігри 1992 | Нігерія | вільна боротьба, до 52 кг | 11    |

### Виступи на Чемпіонатах Африки
| Змагання                         | Збірна  | Вагова категорія          | Місце  |
| -------------------------------- | ------- | ------------------------- | ------ |
| Чемпіонат Африки з боротьби 1992 | Нігерія | вільна боротьба, до 52 кг | Золото |
| Чемпіонат Африки з боротьби 1993 | Нігерія | вільна боротьба, до 52 кг | Бронза |
| Чемпіонат Африки з боротьби 1994 | Нігерія | вільна боротьба, до 52 кг | Бронза |
| Чемпіонат Африки з боротьби 1996 | Нігерія | вільна боротьба, до 52 кг | Золото |
| Чемпіонат Африки з боротьби 2006 | Нігерія | вільна боротьба, до 55 кг | Срібло |

### Виступи на Всеафриканських іграх
| Змагання                 | Збірна  | Вагова категорія          | Місце  |
| ------------------------ | ------- | ------------------------- | ------ |
| Всеафриканські ігри 1991 | Нігерія | вільна боротьба, до 52 кг | Золото |
| Всеафриканські ігри 1995 | Нігерія | вільна боротьба, до 52 кг | Срібло |
| Всеафриканські ігри 1999 | Нігерія | вільна боротьба, до 54 кг | Бронза |
| Всеафриканські ігри 2007 | Нігерія | вільна боротьба, до 55 кг | Срібло |

### Виступи на інших змаганнях
| Змагання                                | Збірна  | Вагова категорія          | Місце |
| --------------------------------------- | ------- | ------------------------- | ----- |
| Чемпіонат Співдружності з боротьби 1993 | Нігерія | вільна боротьба, до 52 кг | 4     |
| Ігри Співдружності 1994                 | Нігерія | вільна боротьба, до 52 кг | 7     |